# Mara Fumagalli
Mara Fumagalli (24 de octubre de 1987) es una deportista italiana que compite en ciclismo de montaña en la disciplina de campo a través. Ganó dos medallas en el Campeonato Europeo de Ciclismo de Montaña en Maratón, en los años 2019 y 2025.

## Medallero internacional
| Campeonato Europeo | Campeonato Europeo | Campeonato Europeo | Campeonato Europeo |
| Año                | Lugar              | Medalla            | Competición        |
| ------------------ | ------------------ | ------------------ | ------------------ |
| 2019               | Kvam (Noruega)     | Medalla de oro     | Campo a través     |
| 2025               | Casella (Italia)   | Medalla de bronce  | Campo a través     |